# Чёрная антилопа
Чёрная антилопа (лат. Hippotragus niger) — африканская антилопа подсемейства саблерогих антилоп. Отличается иссиня-чёрной шерстью у самцов, контрастирующей с белым брюхом. Самки и молодые самцы красно-коричневого либо тёмно-коричневого цвета. Рога, имеющиеся у обоих полов, состоят из множества колец и выгнуты полукругом назад. Чёрная антилопа весит до 230 кг, а её высота в холке составляет 1,3 м.
Ареал этого вида антилоп тянется от Кении через степи Восточной Африки до юга континента. Чёрные антилопы встречаются, как правило, в сухих и открытых местностях c отдельно стоящими деревьями. Также они нуждаются в постоянных водоёмах и высокой траве, которая помимо листвы является их главной пищей.
Самки с детёнышами живут в группах от 10 до 30 особей. Самцы ведут одиночный образ жизни, претендуя на каждую самку, проходящую через их территорию. Не достигшие возраста шести лет самцы, как правило, не достаточно сильны, чтобы защищать собственный участок, и поэтому объединяются в холостяцкие группы.
Численность чёрных антилоп оценивается в 60 тысяч голов. Этот вид не рассматривается МСОП как состоящий под угрозой исчезновения.

## Подвиды
Выделяют до 5 подвидов чёрной антилопы:
- H. n. niger — Обыкновенная чёрная антилопа[3], или южная чёрная антилопа[3], юго-восточная Африка[3];
- H. n. anselli
- H. n. kirkii[3] — Замбийская чёрная антилопа[3], Замбия, восточная Ангола, юго-восток ДР Конго[3];
- H. n. roosevelti
- H. n. variani — Гигантская чёрная антилопа[3], северо-центральная Ангола, ограниченная территория между реками Кванза и Луандо[3].

## Фото

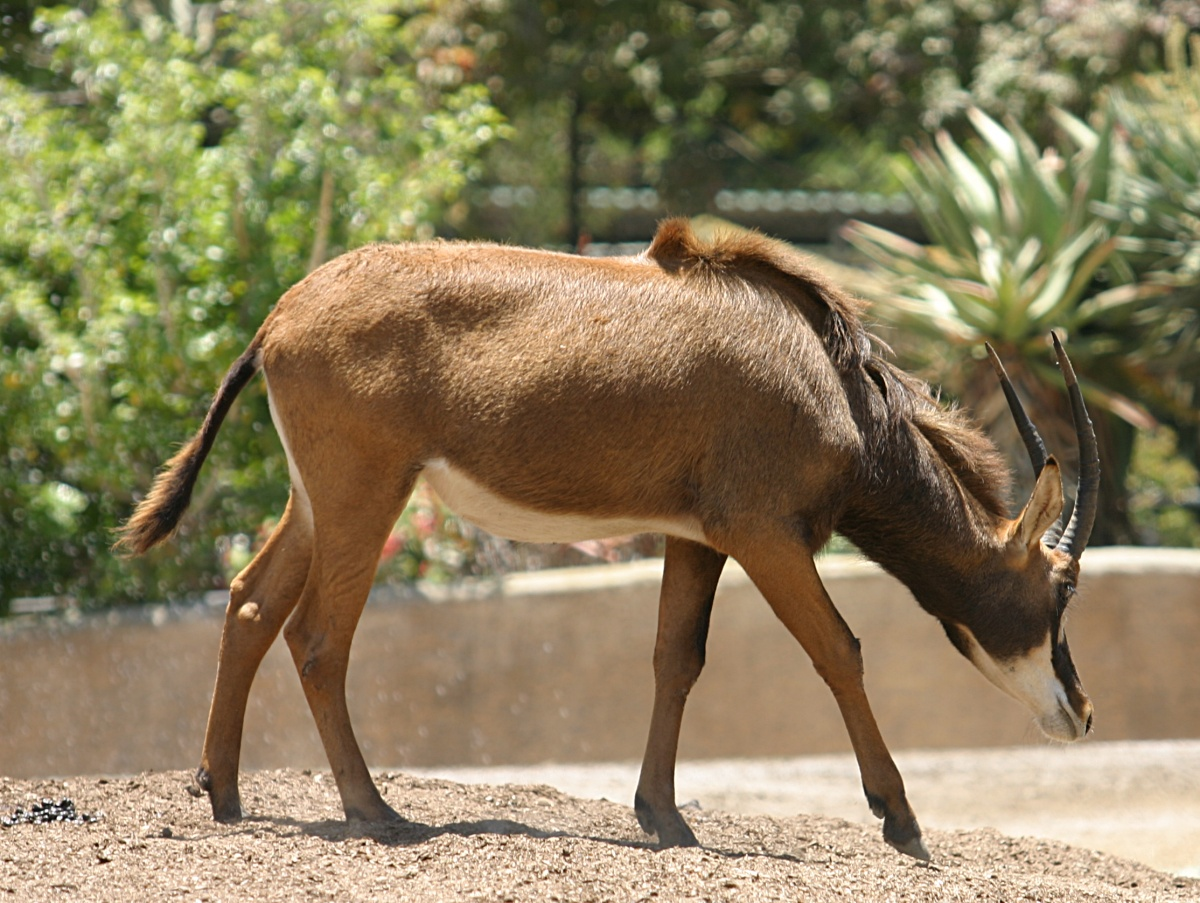
Самка черной антилопы
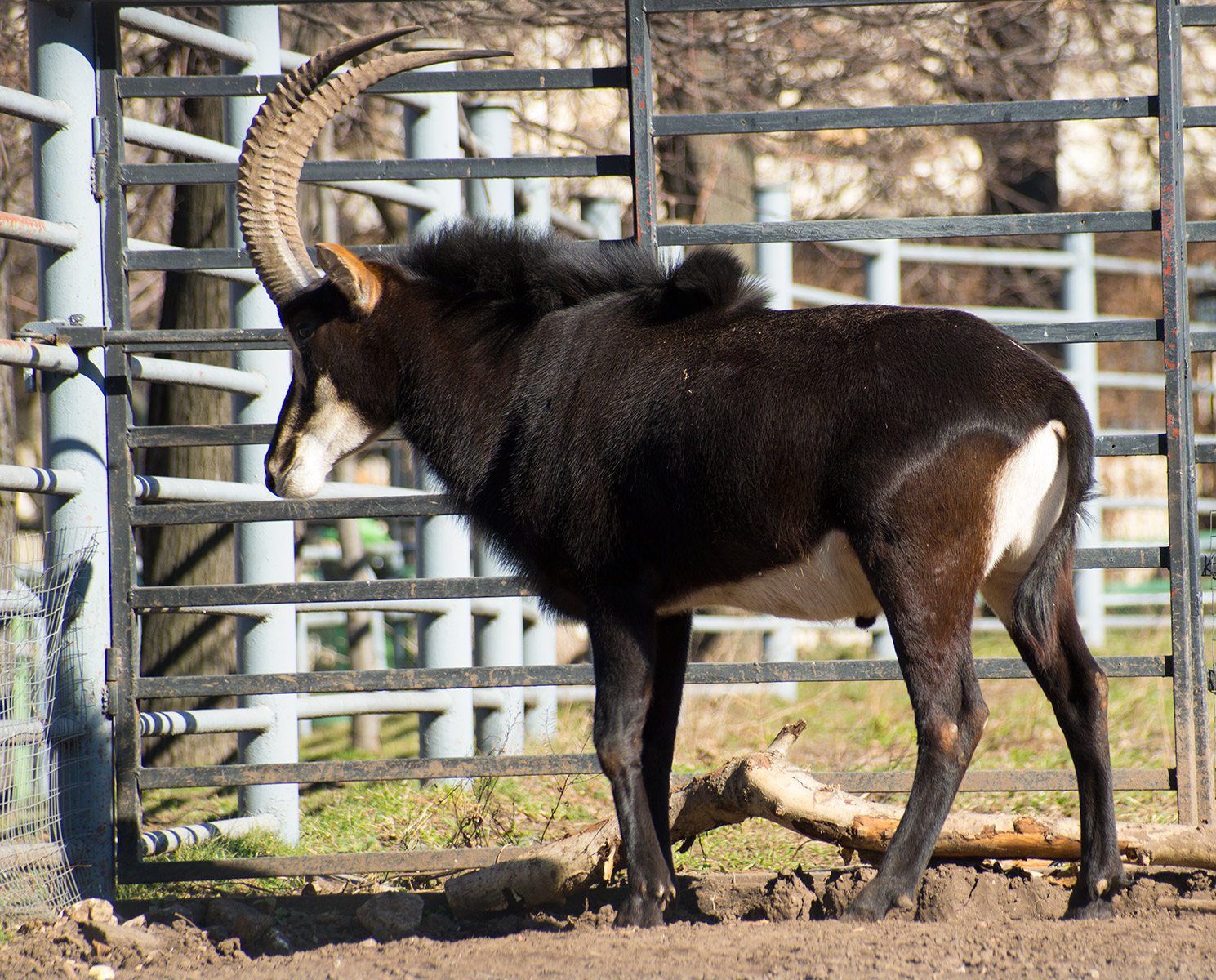
Черная антилопа в Московском зоопарке
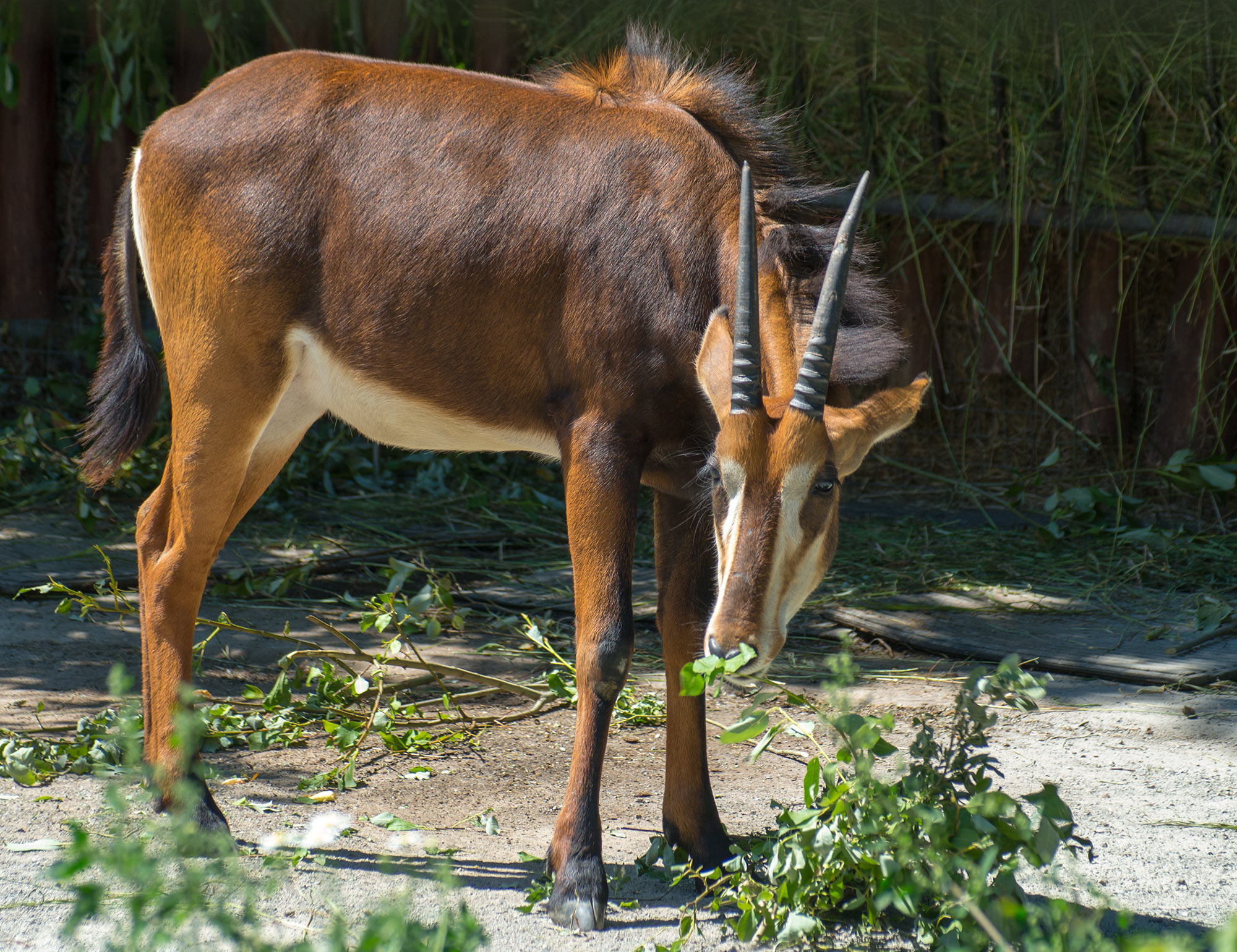
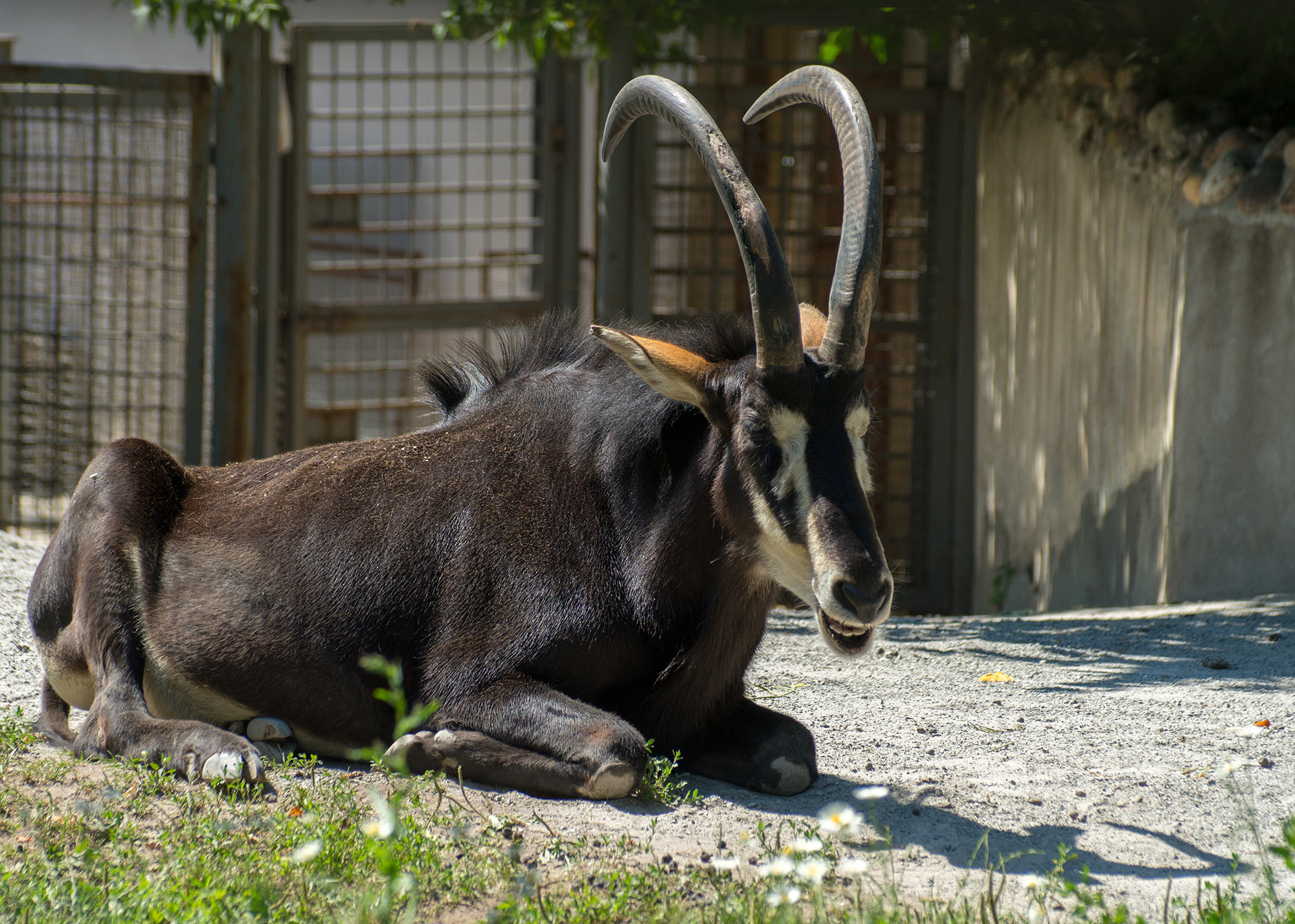
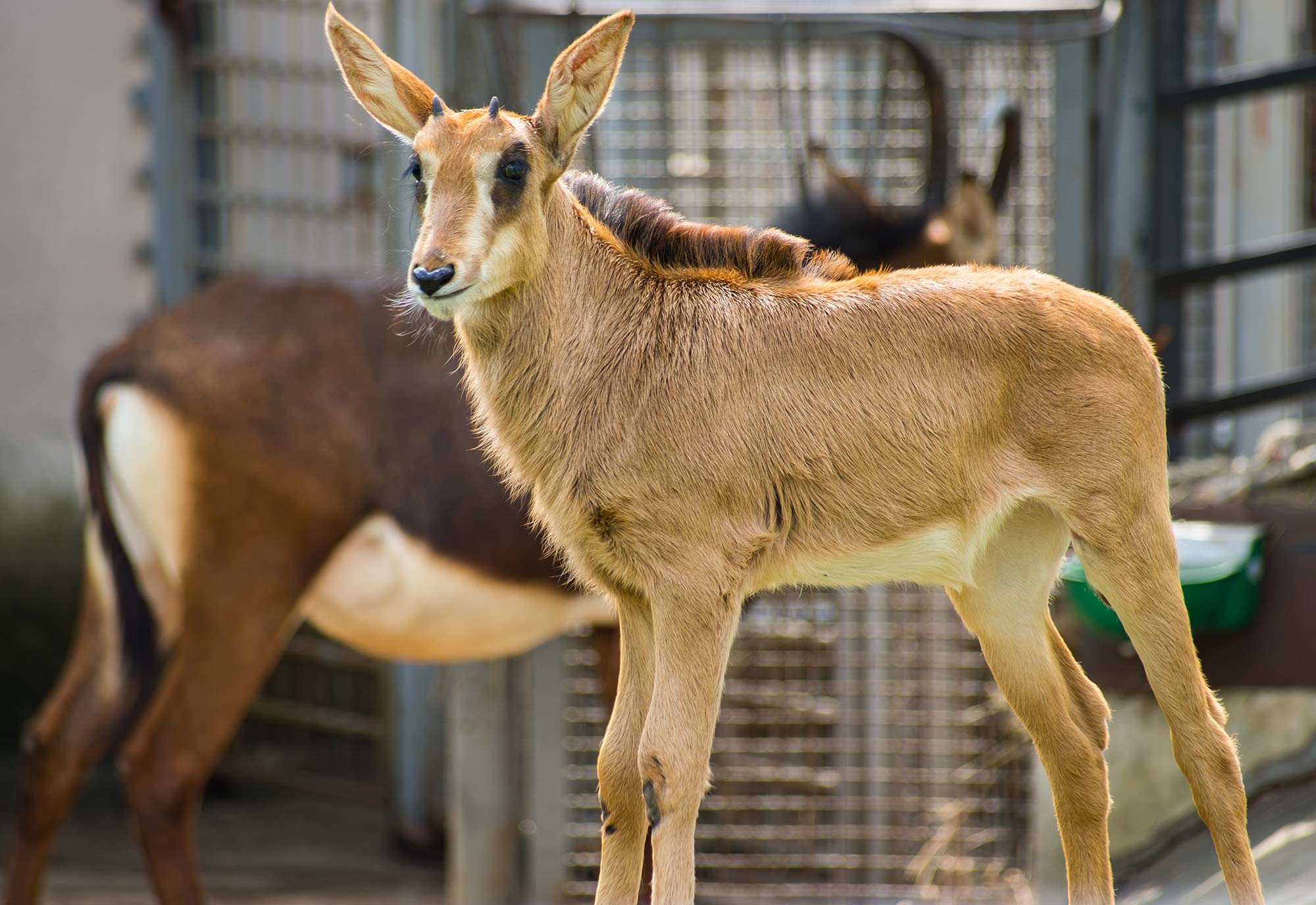
Молодая черная антилопа в Московском зоопарке